# Erebia subalpina
Erebia subalpina är en fjärilsart som beskrevs av Carl Freiherr von Gumppenberg 1888. Erebia subalpina ingår i släktet Erebia och familjen praktfjärilar. Inga underarter finns listade i Catalogue of Life.